# Китманово
Китма́ново (рос. Кытманово) — село, центр Китмановського району Алтайського краю, Росія. Адміністративний центр Китмановської сільської ради.

## Населення
Населення — 3873 особи (2010; 4216 у 2002).
Національний склад (станом на 2002 рік):
- росіяни — 86 %